# 푸코 (칼)

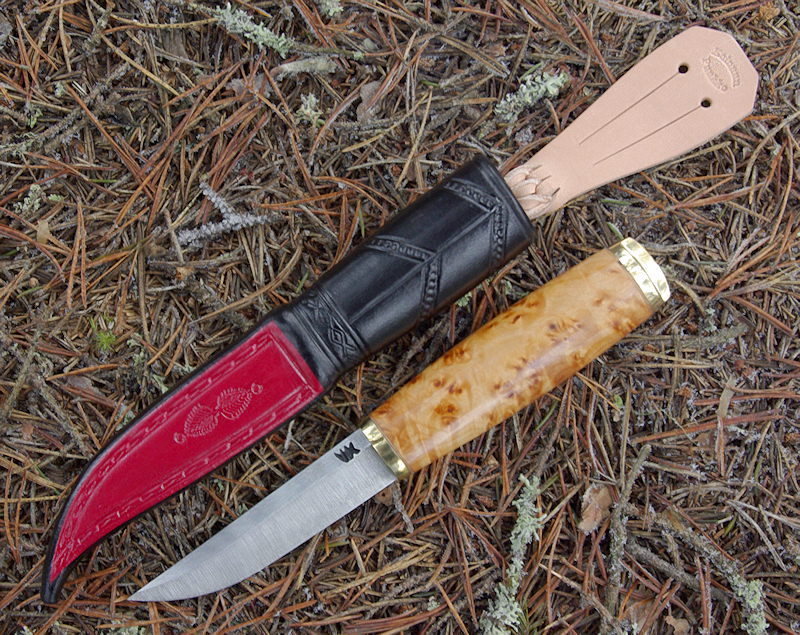

푸코(핀란드어: pukko [ˈpuːkːo][*])는 핀란드의 전통적인 나이프이다. 외날이고 칼등은 평평하다.

## 같이 보기
- 쿠크리
- 스위스 군용 칼